# ساكن علي مشرم (الوضيع)

تعديل مصدري - تعديل

ساكن علي مشرم هي إحدى قرى عزلة  الوضيع بمديرية الوضيع التابعة لمحافظة أبين، بلغ تعداد سكانها 89 نسمة حسب تعداد اليمن لعام 2004.